# 黒鳥四朗
黒鳥 四朗（くろとり しろう、1923年（大正12年）2月 - 2012年（平成24年）2月4日 ）は、大日本帝国海軍の戦闘機搭乗員（偵察員・銃手）。夜間戦闘機（丙戦）月光に搭乗し、倉本十三飛曹長（操縦士）とのペアで本土防空戦を戦い、B-29を6機撃墜した。最終階級は海軍中尉。

## 経歴
東京高等農林学校（現在の東京農工大学農学部）に在学中、航空機メーカーでの木材の研究を志し、川西航空機株式会社に就職が決まったが、海軍への志願により辞退（休職扱い）。
徴兵検査を実兄と同時に受け、戦局の厳しさからどちらかが生き残って家を継ぐようにと、兄から海軍技術見習尉官の受験を奨められ願書を提出。試験当日、大学の級友5人と目黒の海軍大学校の広場で開場を待っていると1人の士官が受験者に集まるよう声をかけ、若手の飛行機搭乗員が不足している実状を演説調ではなく、落ち着いた口調で語り始めた。「諸君は理工系の学生で、技術士官を志願しているが、基礎学科を習得済みなので搭乗員に適した条件を備えている。皆にお願いする。技術士官は、視力の弱い人、長男、一人っ子、妻帯者に任せて、そのほかの学生諸君は飛行機搭乗員に志願してくれ」「ただし航空戦は激烈で、搭乗員の生存率はゼロに近い。だから強制はしない。いまの戦況を考えて、是非頼む」。これを聞いた級友5人は近視の1人を除き4人が即決で搭乗員になる事を決め、準備されたトラックの荷台に乗り込むと受験予定だった者20～30で満員になったという。
1943年（昭和18年）9月10日、土浦航空隊へ飛行科予備学生として入隊。2ヶ月の基礎教育を受ける。同11月29日、鈴鹿航空隊へ偵察員として配属される。偵察専修教程を学ぶ。教程の終了頃に、偵察員の中で実際に敵機を追い、攻撃できる機種は夜間戦闘機しかなかったため、夜間戦闘機を熱望した。
1944年5月、少尉に任官。横須賀航空隊の第一飛行隊第十三分隊に夜間戦闘機搭乗員として配属された。ラバウル帰りの工藤重敏飛曹長らに教えを乞い、その後席で偵察員としての技量を磨いていった。夜間戦闘機「月光」は、前席が操縦や銃撃を行う操縦手、後席に偵察や航法を担当する偵察員が座る。1944年の秋から初冬にかけて、同じく東京出身の倉本十三上飛曹とペアを組みはじめ、以後はこのペアによる出撃が頻度を増した。1945年に入ると第十三分隊は第七飛行隊に昇格し、黒鳥少尉は飛行隊士に指名された。ただし装備機材に拡充は無く、名前のみの変更だった。
戦況としては1944年11月からアメリカ軍の首都圏空襲が開始されており、1945年3月10日には昼間の高高度爆撃から夜間の低高度爆撃へと戦術を一変させた。第七飛行隊は夜間邀撃に参加。黒鳥少尉は4月1日から夜間空戦に出撃した。4月後半から6月ごろ、「暗視ホルモン」と呼ばれる薬物の投与を受ける。1945年6月1日、黒鳥少尉は中尉に進級した。1945年8月15日に終戦。
戦後、運輸省の技官として技術研究所に勤務し、枕木の防腐処置について研究した。しかし、戦争中に投与された「暗視ホルモン」の副作用による異常感覚と体調の不良に悩まされる。体調は好転せず、昭和25年に技官を辞職、九州の民間会社に就職した。

## 戦果
1945年4月1日、徳本上飛曹の操縦する月光の偵察員として黒鳥少尉が出撃。時間は午前2時半。しかしながらB-29に接敵できずに帰還した。4月4日、13日にも第七飛行隊は邀撃を行ったが戦果はあげられなかった。これは電波誘導の不調が原因であった。茅ヶ崎の派遣隊は一一三号電波探信儀を装備し、月光にはFD-2レーダーが搭載されていた。また陸軍の機材からタチ一三号およびタキ一五号が支援に用いられたが、いずれも実用的な管制レベルに達していなかった。

### 1945年4月15日
午後11時50分、黒鳥少尉は倉本十三上飛曹とのペアで出撃した。月光は三浦半島を北上し接敵予想空域へ進入した。この時点で川崎、横浜の都市に爆撃が加えられ、沿岸部の市街が激しく炎上し、その火災の光がはっきりと視認された。黒鳥少尉はFD-2レーダーに頼らず肉眼によって飛行中のB-29を捜索する。空域は戦闘中であり、探照灯の光芒がB-29を捜索し、高射機関砲の曳光弾が打ち上げられる状況だった。黒鳥少尉は火災の光によって夜空にB-29を視認、追浜基地へ敵発見を無線電話で報告した。相互の位置関係は向き合って接近する反航戦であるため、会敵できなかった。この後も黒鳥・倉本ペアは次々とB-29を視認するが、前方や側方から成り行き任せに接敵したため、攻撃位置につけず、あるいは有効弾を得られなかった。空域を飛行するうち、4月16日午前0時5分ごろ、月光の上方、同方向に大型機の機影を発見。発見状況につき、「のしかかるような影」と表記される。月光はB-29の後下方を占位、倉本上飛曹は、月光の胴体に斜め上を向けて装備された20mm機銃3挺を同時発射した。連射を加えるうち、B-29に搭載された燃料タンクまたは酸素ビンに直撃を与えたらしく、爆撃機の尾部が爆発した。B-29は降下しつつ市街炎上の煙に没した。撃墜場所は横浜から川崎にかけての市街地だった。
月光は数分後に東京上空でB-29と会敵。倉本上飛曹の焦りと接敵に恵まれず、射距離が遠く、致命的な命中弾を得られなかった。射撃するうちにB-29は主翼の胴体付近に設置された燃料タンクから発火した。さらに外翼部のタンクからも発火したが、火災は消し止められ、黒鳥少尉はB-29の耐弾性能に驚嘆した。月光は攻撃を続行するうちに20mm機銃の撃針が熱によって欠け、射撃不能となった。B-29は水平飛行を続けて空域から離脱した。撃破場所は東京西部上空である。月光は戦闘不能のため帰投した。

### 1945年5月25日
5月24日未明にアメリカ軍は東京の市街地へ焼夷弾攻撃を企図したが、第七飛行隊は事故によって出動が不能だった。5月25日、連夜の空襲が行われた。空襲はマリアナ方面の無線の傍受、対空監視哨、陸海軍の保有する対空レーダーにより探知された。黒鳥少尉は午後10時過ぎに倉本十三上飛曹とのペアで出撃。この出撃に際してペアには「暗視ホルモン」が投与された。「カラス」と符牒の付けられた月光は横須賀の基地から東京湾上空へ飛行、機銃試射後に北上する進路をとった。このとき、月光の装備機銃には曳光弾は搭載されていなかった。敵爆撃機編隊の主攻方向は房総半島、駿河湾、相模湾から順次東京上空へと侵入するものだった。
東京湾北部にて月光は前上方にB-29を発見、追尾運動に入った。状況は火災の炎で浮き上がる敵機を1,500m離れて発見しており、射程を詰めるのが困難だった。追尾中の月光は味方高射砲の弾幕に2度包まれたが、被害はアンテナが外れたのみであった。距離600mで射撃するが命中弾を得ず、次に距離300mで発砲。右翼外側エンジンに火を吹かせ、月光はいったん回避運動をとった。B-29は出火を消し止めたため、倉本上飛曹はB-29の下方50mまで接近し、胴体部へ20mm機銃3挺の斉射を加えた。B-29は激しく発火し、胴体と両翼を分断されて墜落した。撃墜箇所は埼玉県北西部の熊谷南方、追尾は70kmから80kmにおよんだ。
月光は東京湾へ向け進路を変更、東京西部上空で対向するB-29に対して銃撃を加えた。視認した7機から8機に対して反航戦を試みるが有効な攻撃は行えなかった。さらに後下方攻撃で3機に発火させた。黒鳥少尉は、うち激しく発火した1機を撃破として基地に報告した。撃墜は未確認である。黒鳥少尉は接敵と攻撃が不十分と判断し、倉本上飛曹と相談の上で東京湾北部へ飛行、高度を4,500mとした。まずB-29を市街地の火災の炎で発見し、1,500m上方から月光を降下させて速度を付け、敵爆撃機に肉薄する。ペアが狙った部位は、B-29の胴体爆弾倉内部の無防備な追加燃料タンクだった。この追加燃料タンクはフェリー時に装備するもので、この爆撃任務にB-29が搭載していたかは不明であるが、この胴体内の弱点としては酸素ビン、翼部中央タンクが配置されていた。
B-29を発見した月光は時速700km近い速度を絞って接近し、射程100m程度の後下方につけた。東京湾沿岸上空から北上しつつ、銃撃を受けたB-29は煙を吹き、機首を下げて墜落した。位置は千葉県境の市川・松戸付近と推測された。戦術を編み出したペアは、投弾終了したB-29を狙って北上、柏付近を経て茨城県南西部へ飛行した。土浦付近で接敵に成功、霞ケ浦上空で攻撃によりB-29は出火、南東の銚子付近へ向かって炎上しつつ飛行を続けた。出火したB-29からは飛行兵が脱出した。撃墜は千葉県銚子市付近の上空である。
月光は西へコースを変えた。房総半島北部で索敵を続け、投弾を終了して南東方向へ離脱を図るB-29と接敵した。倉本上飛曹はB-29の胴体内部、追加燃料タンクを狙って接敵した。黒鳥少尉は撃墜に必要とした弾数を6発と数えている。頑強なB-29がわずかな被弾で撃墜されたのは、胴体内の12本設置された酸素ビンに直撃を被ったか、前後爆弾倉に挟まれた中央翼部タンクへの被弾によるものと推測される。撃墜後に月光は西へ変針、離脱中のB-29を発見した。月光は南東方向へ追尾し、後下方へ接近して同様に胴体部へ射撃を加えた。黒鳥少尉はこのB-29がわずか3発で激しく炎上したと記憶している。
攻撃終了後、ほどなくして月光は、緩く降下しつつ飛行するB-29を発見。状況はエンジンから出火して炎上し、機内も燃え盛っているのが観察された。黒鳥・倉本ペアは、このB-29に生存者はいないと判断し、月光はこのB-29の周囲を一周した後、攻撃を加えずに追浜基地方面へと進路を変えた。長時間の戦闘を終え、倉本上飛曹の操縦する月光はガス欠寸前で基地への着陸を果たした。
黒鳥・倉本ペアの搭乗する月光の戦果はすべてB-29、合計5機撃墜、1機撃破であった。4月15日の戦果および5月25日の戦果を記念して、黒鳥・倉本ペアの乗機である月光ヨ-101には整備員たちがペイントを施した。マークは、米軍の星印を矢が貫いたものが撃墜、矢が当たっているものが撃破の印であった。合計、8個の星印が描かれた。
しかし、黒鳥・倉本ペアの活躍直後の5月29日の横浜空襲には、B-29が500機投入され、さらに護衛の戦闘機P-51が100機随伴していた。戦闘機に対し運動性と高速性で非常に劣勢を強いられる月光は出撃を見送った。
6月に入るとすでに首都圏の重要な市街と工場には壊滅的な打撃が加えられており、アメリカ軍にとって東京への爆撃はもはや必要性を失っていた。B-29の夜間爆撃が減ったことから以後の夜間戦闘機の出撃は減ってゆき、電探の試用、アメリカ軍の本土上陸に備えた爆撃訓練などを行いつつ、黒鳥少尉が戦果を重ねることはないまま終戦をむかえた。

## 暗視ホルモンの投与、効果、戦後の副作用
1945年4月後半、ドイツから輸入された「暗視ホルモン」を投与するとの説明が黒鳥・倉本ペアに対して軍医長から行われた。なお、投与時に副作用に関する説明は行われなかった。ペアは夜間出撃の際に暗視ホルモンの注射をうけ、この投与は複数回に及んだ。5月25日も注射をうけて出撃している。しかし黒鳥は、夜間の視認性に関し、飛行場がどの程度確認できるかとの軍医官の質問に対して、さして変わるところはないと答えている。戦後の取材に際しては「暗視ホルモン」の投与効果につき、眠気がなくなり、冷静な判断力とひらめきを得たこと、恐怖心の抑制を挙げた。しかしながら夜間の視認性は向上せず、全体的にさほど影響はなかったと述べた。
戦後になって、1946年（昭和21年）初夏から黒鳥は謎の体調不良に悩まされるようになったが、具体的な症状としては尖ったものや手や鼻が自分の目に飛びこむ感覚、微熱と目眩、食欲の減退であったという。黒鳥の異常感覚がほぼ消失したのは昭和60年ごろと非常な長期間を要した。
体調が改善してからしばらくして、黒鳥は戦時中に「暗視ホルモン」を注射した軍医と再会したが、そのときに元軍医から「暗視ホルモン」はヒロポンであったという告白を受けて謝罪されたという。
しかし、戦後にGHQに接収された海軍航空技術廠の資料によれば、「暗視ホルモン」の成分は、牛や豚の脳下垂体から抽出されたメラノフォーレンホルモンであり、ナチス・ドイツからの輸入品ではなく日本国内で製造され、台湾沖航空戦で既に使用されており、副作用等の毒性はないもので、実際に黒鳥らが何を注射されたかは不明である。
黒鳥の証言も一定しておらず、「暗視ホルモン」がヒロポンであったと知ったのは、40年間にも渡って謎の体調不良に悩まされ、ようやく症状が改善した数年後に、戦時中に黒鳥らに注射した元軍医から真相を告げられて謝罪されたという証言と、謎の体調不良を診察した元陸軍軍医の医師から「そりゃヒロポン」ですよと言われて、「暗視ホルモン」がヒロポンであったと知ったという証言がある。